# Tommy Burleson
Thomas Loren Burleson, detto Tommy (Crossnore, 24 febbraio 1952), è un ex cestista statunitense, professionista nella NBA.

## Carriera
Iniziò la carriera nella Newland High School e nella Avery County High School, e in seguito alla North Carolina State University. Nel college ha giocato con David Thompson, la guardia Monte Towe e il playmaker Tim Stoddard – che in seguito avrebbe avuto successo come lanciatore nella Major League Baseball – per detronizzare l'UCLA e vincere il campionato NCAA del 1974. Burleson era stato nominato MVP dei tornei ACC del 1973 e 1974, approdando in questo ultimo anno alla Final Four. La tattica difensiva di Burleson contro la stella dell'UCLA Bill Walton fu la chiave della vittoria nella semifinale del North Carolina State Wolfpack.
Quando Burleson venne ingaggiato, la sua altezza ufficiale venne misurata a 2,18 metri, ma lo staff tecnico della North Carolina State Wolfpack decise di dichiarare un'altezza superiore – di 2,24 metri – dichiarando che con questa misura sarebbe risultato ufficialmente il giocatore più alto nella storia della pallacanestro statunitense e avrebbe portato vantaggi a lui e al college, nonostante Burleson inizialmente volesse dichiarare la sua misura reale. Lo stratagemma però ha funzionato e Burleson è apparso sulla copertina di Sports Illustrated nel 1974.
Mentre giocava nei Wolfpack, venne selezionato nella nazionale statunitense di basket per prendere parte alle Olimpiadi di Monaco di Baviera del 1972. Durante quelle Olimpiadi, inconsapevolmente entrò in un parcheggio dove furono portati gli ostaggi israeliani prima che fossero prelevati in elicottero dal villaggio olimpico e successivamente uccisi in quello che passò alla storia come il Massacro di Monaco. Burleson è stato tenuto sotto la minaccia di una pistola contro un muro da uno dei terroristi, che gli intimò di non muoversi o guardare gli ostaggi mentre attraversavano il parcheggio. È stato l'ultimo atleta che ha avuto contatti con gli olimpionici israeliani 45 minuti prima della loro morte.
Nel torneo di pallacanestro, dopo aver vinto agevolmente otto gare fino alla semifinale, gli Stati Uniti persero la medaglia d'oro in una famosa finale contro l'Unione Sovietica, dove però Burleson fu l'unico giocatore a non disputarla, rimanendo in panchina per l'intera durata dell'incontro. Dopo le controversie sorte in merito al convulso finale, l'intera squadra non si presentò alla cerimonia di premiazione, non accettando le medaglie d'argento, tuttora conservate nel caveau di una banca a Losanna, in Svizzera. Burleson tuttavia si rifece l'anno seguente, quando vinse la medaglia d'oro all'Universiade disputata a Mosca.
Diventato professionista nel 1974, nel draft della NBA del 1974 fu oggetto di contesa tra i Phoenix Suns e i Seattle SuperSonics. Originariamente Burleson era la terza scelta, ma poiché Seattle scambiò all'ultimo istante Dick Snyder con i Cleveland Cavaliers i Sonics acquisirono il diritto di scegliere prima dei Suns, quindi le due squadre si disputarono la migliore cifra del suo contratto. Dopo aver valutato entrambe le offerte, Burleson scelse Seattle. In quella squadra – dove insieme ad Artis Gilmore e Kareem Abdul-Jabbar era il giocatore della NBA più alto – sotto la guida di Bill Russell, Burleson disputò ottime performance nei play-off sia nel 1975 che nel 1976. Per la sua carriera ai playoff del 1975, Burleson ha segnato in media 20,7 punti, 10,2 rimbalzi e 1,7 stoppate a partita nei play-off. La sua seconda stagione da professionista, il 1976, si è rivelata la migliore, con una media di 15,6 punti, 9,0 rimbalzi e 1,8 stoppate a partita. Proprio quando ha iniziato a farsi conoscere come buon stoppatore nella NBA, durante una gara venne ferito mentre tentava di far da paciere interrompendo uno scontro tra un suo compagno di squadra e un componente della squadra avversaria. Quell'infortunio fu determinante per il suo declino, che dal 1977 in avanti fu costante. Nella NBA Burleson giocò sette stagioni; oltre che con i Sonics, giocò anche per i Kansas City Kings e gli Atlanta Hawks, disputando complessivamente 446 partite di regular season, segnando 4.190 punti, catturando 2.794 rimbalzi e con 591 stoppate.
Dopo il ritiro, avvenuto nel 1981, Burleson rimase nel mondo del basket come insegnante, fondando nella sua città natale – dove vive tuttora – una sua scuola, il Tommy Burleson Basketball Camp. Nel 2002, per il 50º anniversario della Atlantic Coast Conference, Burleson venne nominato nella squadra ideale in onore dei cinquanta più grandi giocatori della storia della ACC. Nel 2012 compare nel documentario della ESPN Silver Reunion, nel quale vennero riuniti tutti i componenti della squadra nazionale statunitense partecipante alle Olimpiadi del 1972, e dove ribadirono la loro volontà – alcuni anche con scelte clamorose – di non ritirare la medaglia d'argento. Sposato con Denise Burleson, ha tre figli, Robert, David e Quentin.

## Statistiche

### NBA

#### Regular Season
| Anno      | Squadra          | PG  | PT  | MP   | TC%  | 3P% | TL%  | RP  | AP  | PRP | SP  | PP   |
| --------- | ---------------- | --- | --- | ---- | ---- | --- | ---- | --- | --- | --- | --- | ---- |
| 1974-1975 | Seattle S.Sonics | 82  | -   | 23,0 | 41,7 | -   | 68,7 | 7,0 | 1,4 | 0,8 | 1,9 | 10,1 |
| 1975-1976 | Seattle S.Sonics | 82  | 82  | 32,3 | 48,1 | -   | 75,0 | 9,0 | 2,2 | 0,9 | 1,8 | 15,6 |
| 1976-1977 | Seattle S.Sonics | 82  | 82  | 22,0 | 44,2 | -   | 73,1 | 6,7 | 1,1 | 0,9 | 1,4 | 9,7  |
| 1977-1978 | K.C. Kings       | 76  | -   | 20,1 | 43,4 | -   | 79,4 | 6,3 | 1,7 | 0,8 | 1,1 | 8,6  |
| 1978-1979 | K.C. Kings       | 56  | -   | 16,6 | 45,9 | -   | 71,6 | 5,0 | 0,9 | 0,5 | 1,0 | 7,8  |
| 1979-1980 | K.C. Kings       | 37  | -   | 7,4  | 34,6 | 0,0 | 57,5 | 1,9 | 0,5 | 0,2 | 0,4 | 2,6  |
| 1980-1981 | Atlanta Hawks    | 31  | -   | 11,7 | 41,4 | -   | 48,8 | 3,0 | 0,4 | 0,3 | 0,6 | 3,3  |
| Carriera  | Carriera         | 446 | 164 | 21,1 | 44,5 | 0,0 | 72,6 | 6,3 | 1,3 | 0,7 | 1,3 | 9,4  |

#### Playoffs
| Anno     | Squadra          | PG | PT | MP   | TC%  | 3P% | TL%  | RP   | AP  | PRP | SP  | PP   |
| -------- | ---------------- | -- | -- | ---- | ---- | --- | ---- | ---- | --- | --- | --- | ---- |
| 1975     | Seattle S.Sonics | 9  | -  | 40,4 | 51,3 | -   | 75,0 | 10,7 | 1,4 | 0,8 | 2,0 | 20,7 |
| 1976     | Seattle S.Sonics | 6  | -  | 34,7 | 60,0 | -   | 76,1 | 9,5  | 1,7 | 1,0 | 1,3 | 20,8 |
| Carriera | Carriera         | 15 | -  | 38,1 | 54,2 | -   | 75,6 | 10,2 | 1,5 | 0,9 | 1,7 | 20,7 |

## Palmarès
- Campione NCAA (1974)
- NCAA AP All-America Third Team (1974)
- NBA All-Rookie First Team (1975)